# Saison 2008 des Giants de San Francisco
La Saison 2008 des Giants de San Francisco est la 126e saison en Ligue majeure pour cette franchise qui n'a plus remporté le titre de la Division Ouest de la Ligue nationale depuis 2003.

## La saison régulière

### Classement
| Ligue nationale (Division Ouest) | V  | D  | %     | GB   |
| -------------------------------- | -- | -- | ----- | ---- |
| Dodgers de Los Angeles           | 84 | 78 | 0.519 | --   |
| Diamondbacks de l'Arizona        | 82 | 80 | 0.506 | 2.0  |
| Rockies du Colorado              | 74 | 88 | 0.457 | 10.0 |
| Giants de San Francisco          | 72 | 90 | 0.444 | 12.0 |
| Padres de San Diego              | 63 | 99 | 0.389 | 21.0 |

## Statistiques individuelles

### Batteurs
Note: J = Matches joués; V = Victoires; D = Défaites; AB = Passage au bâton; H = Hits; Avg. = Moyenne au bâton; HR = Coup de circuit; RBI = Point produit
| Joueur | J | AB | H | Avg. | HR | RBI |
| ------ | - | -- | - | ---- | -- | --- |

### Lanceurs partants
| Joueur | J | IP | V | D | ERA | SO |
| ------ | - | -- | - | - | --- | -- |

### Lanceurs de Relève
| Joueur | J | V | D | SV | ERA | SO |
| ------ | - | - | - | -- | --- | -- |